# Pseudoleptaleus sulcatithorax
Pseudoleptaleus sulcatithorax is een keversoort uit de familie snoerhalskevers (Anthicidae). De wetenschappelijke naam van de soort is voor het eerst geldig gepubliceerd in 1931 door Pic.